# NGC 7398
NGC 7398 ist eine Spiralgalaxie vom Hubble-Typ Sa im Sternbild Fische auf der Ekliptik. Sie ist schätzungsweise 217 Mio. Lichtjahre von der Milchstraße entfernt und hat einen Durchmesser von etwa 75.000 Lj.
Im selben Himmelsareal befinden sich u. a. die Galaxien NGC 7396, NGC 7397, NGC 7401, NGC 7402.
Das Objekt wurde am 2. Oktober 1856 vom irischen Astronomen R. J. Mitchell, einem Assistenten von William Parsons, entdeckt.